# 阿尔凡特加
阿尔凡特加，是西班牙阿拉贡自治区韦斯卡省的一个市镇。总面积9平方公里，总人口115人（2001年），人口密度13人/平方公里。